# NGC 6433
NGC 6433 (również PGC 60766 lub UGC 10962) – galaktyka spiralna (Sb), znajdująca się w gwiazdozbiorze Herkulesa. Odkrył ją Albert Marth 9 lipca 1864 roku.